# Бирюков, Кирилл Владимирович
Кирилл Владимирович Бирюков (род. 13 января 1995, Россия) — российский профессиональный баскетболист, играющий на позиции лёгкого форварда.

## Карьера
Кирилл Бирюков воспитанник энгельсского баскетбола.
В сезоне 2012/2013 играл за «Автодор» в чемпионате ДЮБЛ, где был одним из лидеров саратовской команды. За 18 матчей, в среднем играл по 22 минуты, набирая по 6 очков, и 5 подборов.
В сезоне 2013/2014 Бирюков за «Автодор» в ДЮБЛ провёл 3 матча, в которых в среднем играл по 40 минут, набирал по 25 очков и 13 подборов.
В сезоне 2014/2015 выступал за «Автодор-2» в Единой молодёжной Лиге ВТБ и Кубке России. Проведя за «Автодор-2» 6 игр, Кирилл в среднем играл по 8 минут, набирал по 3 очка и 1 подбору.
Летом 2015 года стал игроком энгельсского «Строителя».